# MLB All-Star Game 2018
Das MLB All-Star Game 2018 war die 89. Auflage des Major League Baseball All-Star Game zwischen den Auswahlteams der American League (AL) und der National League (NL). Es fand am 17. Juli 2018 im Nationals Park in Washington, D.C. statt.

## Letzter Roster-Platz
Nach der Bekanntgabe der Roster findet eine zweite Abstimmung statt, um den jeweils letzten verbleibenden Platz im Roster zu vergeben.
Für die American League wurde Jean Segura von den Seattle Mariners und für die National League Jesús Aguilar von den Milwaukee Brewers nominiert.
| American League   | American League | American League | National League | National League | National League |
| Spieler           | Team            | Pos             | Spieler         | Team            | Pos             |
| ----------------- | --------------- | --------------- | --------------- | --------------- | --------------- |
| Andrew Benintendi | BOS             | OF              | Jesús Aguilar   | MIL             | 1B              |
| Eddie Rosario     | MIN             | OF              | Brandon Belt    | SF              | 1B              |
| Jean Segura       | SEA             | SS              | Matt Carpenter  | STL             | 3B              |
| Andrelton Simmons | LAA             | SS              | Max Muncy       | LAD             | 1B              |
| Giancarlo Stanton | NYY             | OF              | Trea Turner     | WSH             | SS              |

## Aufstellung (Roster)

### American League

#### Starter
| C  | Salvador Pérez  | KC  | 5 |
| 1B | Justin Smoak    | TOR | 1 |
| 2B | José Altuve     | HOU | 5 |
| 3B | José Ramírez    | CLE | 1 |
| SS | Carlos Correa   | HOU | 1 |
| OF | Mike Trout      | LAA | 6 |
| OF | Aaron Judge     | NYY | 1 |
| OF | George Springer | HOU | 1 |
| DH | Corey Dickerson | TB  | 1 |

#### Ersatzspieler
| Feldspieler | Feldspieler      | Feldspieler | Feldspieler    |
| Position    | Spieler          | Team        | All-Star Games |
| ----------- | ---------------- | ----------- | -------------- |
| C           | Yan Gomes        | CLE         | 1              |
| 1B          | Mitch Moreland   | BOS         | 1              |
| 2B          | Jed Lowrie       | OAK         | 1              |
| 2B          | Gleyber Torres   | NYY         | 1              |
| 3B          | Alex Bregman     | HOU         | 1              |
| SS          | Francisco Lindor | CLE         | 3              |
| SS          | Jean Segura      | SEA         | 2              |
| OF          | Michael Brantley | CLE         | 3              |
| OF          | Shin-Soo Choo    | TEX         | 1              |
| OF          | Mitch Haniger    | SEA         | 1              |
| OF          | George Springer  | HOU         | 2              |
| DH          | Nelson Cruz      | SEA         | 6              |

| Pitcher          | Pitcher | Pitcher        | Pitcher |
| Spieler          | Team    | All-Star Games |         |
| ---------------- | ------- | -------------- | ------- |
| Trevor Bauer     | CLE     | 1              |         |
| José Berríos     | MIN     | 1              |         |
| Aroldis Chapman  | NYY     | 5              |         |
| Gerrit Cole      | HOU     | 2              |         |
| Edwin Díaz       | SEA     | 1              |         |
| J. A. Happ       | TOR     | 1              |         |
| Joe Jiménez      | DET     | 1              |         |
| Craig Kimbrel    | BOS     | 7              |         |
| Corey Kluber     | CLE     | 3              |         |
| Charlie Morton   | HOU     | 1              |         |
| Chris Sale       | BOS     | 7              |         |
| Luis Severino    | NYY     | 2              |         |
| Blake Snell      | TB      | 1              |         |
| Blake Treinen    | OAK     | 1              |         |
| Justin Verlander | HOU     | 7              |         |

### National League

#### Starter
| C  | Willson Contreras | CHC | 1 |
| 1B | Freddie Freeman   | ATL | 3 |
| 2B | Javier Báez       | CHC | 1 |
| 3B | Nolan Arenado     | COL | 4 |
| SS | Brandon Crawford  | SF  | 2 |
| OF | Nick Markakis     | ATL | 1 |
| OF | Matt Kemp         | LAD | 3 |
| OF | Bryce Harper      | WSH | 6 |

#### Ersatzspieler
| Feldspieler | Feldspieler      | Feldspieler | Feldspieler    |
| Position    | Spieler          | Team        | All-Star Games |
| ----------- | ---------------- | ----------- | -------------- |
| C           | Yadier Molina    | STL         | 9              |
| C           | Buster Posey     | SF          | 6              |
| C           | J. T. Realmuto   | MIA         | 1              |
| 1B          | Jesús Aguilar    | MIL         | 1              |
| 1B          | Paul Goldschmidt | ARI         | 6              |
| 1B          | Joey Votto       | CIN         | 6              |
| 2B          | Ozzie Albies     | ATL         | 1              |
| 2B          | Scooter Gennett  | CIN         | 1              |
| 3B          | Eugenio Suárez   | CIN         | 1              |
| SS          | Trevor Story     | COL         | 1              |
| OF          | Charlie Blackmon | COL         | 3              |
| OF          | Lorenzo Cain     | MIL         | 2              |
| OF          | Christian Yelich | MIL         | 1              |

| Pitcher          | Pitcher | Pitcher        | Pitcher |
| Spieler          | Team    | All-Star Games |         |
| ---------------- | ------- | -------------- | ------- |
| Patrick Corbin   | ARI     | 2              |         |
| Jacob deGrom     | NYM     | 2              |         |
| Sean Doolittle   | WSH     | 2              |         |
| Mike Foltynewicz | ATL     | 1              |         |
| Zack Greinke     | ARI     | 5              |         |
| Josh Hader       | MIL     | 1              |         |
| Brad Hand        | SD      | 2              |         |
| Kenley Jansen    | LAD     | 3              |         |
| Jeremy Jeffress  | MIL     | 1              |         |
| Jon Lester       | CHC     | 5              |         |
| Miles Mikolas    | STL     | 1              |         |
| Aaron Nola       | PHI     | 1              |         |
| Max Scherzer     | WSH     | 6              |         |
| Ross Stripling   | LAD     | 1              |         |
| Felipe Vázquez   | PIT     | 1              |         |

## Spiel

### Startaufstellung
| American League | American League | American League | American League | National League | National League   | National League | National League |
| Order           | Player          | Team            | Position        | Order           | Player            | Team            | Position        |
| --------------- | --------------- | --------------- | --------------- | --------------- | ----------------- | --------------- | --------------- |
| 1               | Mookie Betts    | BOS             | RF              | 1               | Javier Báez       | CHC             | 2B              |
| 2               | José Altuve     | HOU             | 2B              | 2               | Nolan Arenado     | COL             | 3B              |
| 3               | Mike Trout      | LAA             | CF              | 3               | Paul Goldschmidt  | ARI             | DH              |
| 4               | J.D. Martinez   | BOS             | DH              | 4               | Freddie Freeman   | ATL             | 1B              |
| 5               | José Ramírez    | CLE             | 3B              | 5               | Matt Kemp         | LAD             | LF              |
| 6               | Aaron Judge     | NYY             | LF              | 6               | Bryce Harper      | WSH             | CF              |
| 7               | Manny Machado   | BAL             | SS              | 7               | Nick Markakis     | ATL             | RF              |
| 8               | José Abreu      | CWS             | 1B              | 8               | Brandon Crawford  | SF              | SS              |
| 9               | Salvador Pérez  | KC              | C               | 9               | Willson Contreras | CHC             | C               |
|                 | Chris Sale      | BOS             | P               |                 | Max Scherzer      | WSH             | P               |

### Zusammenfassung
| Team            | 1 | 2 | 3 | 4 | 5 | 6 | 7 | 8 | 9 | 10 | R | H  | E |
| --------------- | - | - | - | - | - | - | - | - | - | -- | - | -- | - |
| American League | 0 | 1 | 1 | 0 | 0 | 0 | 0 | 3 | 0 | 3  | 8 | 13 | 0 |
| National League | 0 | 0 | 1 | 0 | 0 | 0 | 1 | 1 | 2 | 1  | 6 | 7  | 1 |

Starting Pitchers: AL – Chris Sale  NL – Max Scherzer   WP: Edwin Díaz   LP: Ross Stripling  
- Spieldauer: 3:34
- Zuschauer: 43.843